# Интенсионал
Интенсиона́л (от лат. intensio — интенсивность, напряжение, усилие) — термин семантики, обозначающий содержание понятия, то есть совокупность мыслимых признаков обозначаемого понятием предмета или явления. Например, в интенсионал понятия «Сократ» входят все свойства, которыми обладает Сократ: человек, мужчина, грек, философ и т.д. Интенсионал противопоставляется экстенсионалу, то есть множеству объектов, способных именоваться данной языковой единицей.

## Определение
Понятие интенсионала был введено немецким логиком и философом Р. Карнапом для анализа значения языковых выражений. Т. н. метод интенсионалов и экстенсионалов представляет собой модификацию и дальнейшую разработку семантической концепции немецкого математика и логика Г. Фреге.
Понятие интенсионала возникло из потребности пересмотреть традиционные категории логики и лингвистики, в смысле антиномии отношения именования. Такие антиномии возникают в некоторых контекстах при замене выражения на тождественное ему по предметному значению. Например, в высказывании «Петр считает, что Кабул является столицей Пакистана» положение «Кабул является столицей Пакистана» не является [для Петра] определенно ложным, так как понятие «Кабул» не является эксплицитно означающим столицу конкретного государства (то есть Петр может не знать, что столицей Пакистана является не Кабул, и что Кабул является столицей не Пакистана). При замене понятия «Кабул» на предметно-тождественное «столица Афганистана» возникает положение «столица Афганистана является столицей Пакистана», которое ложно и вносит противоречие в общее утверждение.
Интенсионал понятия определяется не только через оппозицию экстенсионалу, в качестве области его предметной референции, но и через оппозицию к языковой форме понятия. Например, слова «брат» и «единородный» (в примере явная ошибка: слово «единородный» значит «единственный ребёнок у родителей» и несовместимо со словом «брат»; брат бывает родной, единокровный, единоутробный, сводный, названый и т.п.) имеют общий интенсионал (обладают одним множеством мыслимых признаков предмета), но разную языковую форму. Здесь, в оппозиции к языковой форме, интенсионал выступает её означаемым, сигнификатом.

## Экстенсиональный и интенсиональный контексты
Понятия интенсионала и экстенсионала лежат в основе различения т. н. интенсиональных и экстенсиональных контекстов.
Интенсиональным контекстом называют множество утверждений, в котором допустима замена только интенсионально эквивалентных выражений, (то есть для него важны как интенсионалы, так и экстенсионалы выражений). Экстенсиональным контекстом называют множество утверждений, в котором допустима замена только экстенсионально эквивалентных языковых выражений (то есть для него важны только экстенсионалы выражений).
Например, экстенсионалом термина «человек» является класс людей. Предикаты «существо, способное мыслить» и «существо, имеющее конечности» будут экстенсионально эквивалентны, так как оба могут обозначаться термином «человек». Предикаты «существо, способное мыслить» и «существо, способное производить орудия труда» не только экстенсионально, но и интенсионально эквивалентны, так как оба могут обозначаться термином «человек», и оба выражают свойство, формирующее термин «человек».
Различение таких контекстов важно при определении понятия. Например, из определения понятия «братья по разуму» как 1) «существа, способные мыслить» 2) «существа, имеющие конечности» 3) «существа, способные производить орудия труда» — следует исключить определение 2, так как необязательно то, что братья по разуму могут быть гуманоидами.